# Siegfried Neuburg
 (novembre 2010).
Si vous disposez d'ouvrages ou d'articles de référence ou si vous connaissez des sites web de qualité traitant du thème abordé ici, merci de compléter l'article en donnant les références utiles à sa vérifiabilité et en les liant à la section « Notes et références ».
Siegfried Neuburg (né le 25 juillet 1928 à Graz et mort en 2003 à Graz) est un peintre autrichien.
Neuburg est considéré, avec Günter Waldorf et Hans Nagelmüller, comme pionnier de l'art moderne en Styrie et est l'un des premiers peintres en Styrie à s'adonner dès les années 1950 au constructivisme.

## Récompenses
- 1979 : Prix d’encouragement artistique de la ville de Graz (Kunstförderungspreis der Stadt Graz)
- 2001 : Prix de reconnaissance styrien des arts visuels (Steirischer Würdigungspreis für Bildende Kunst)